# Joseph von Schmaedel

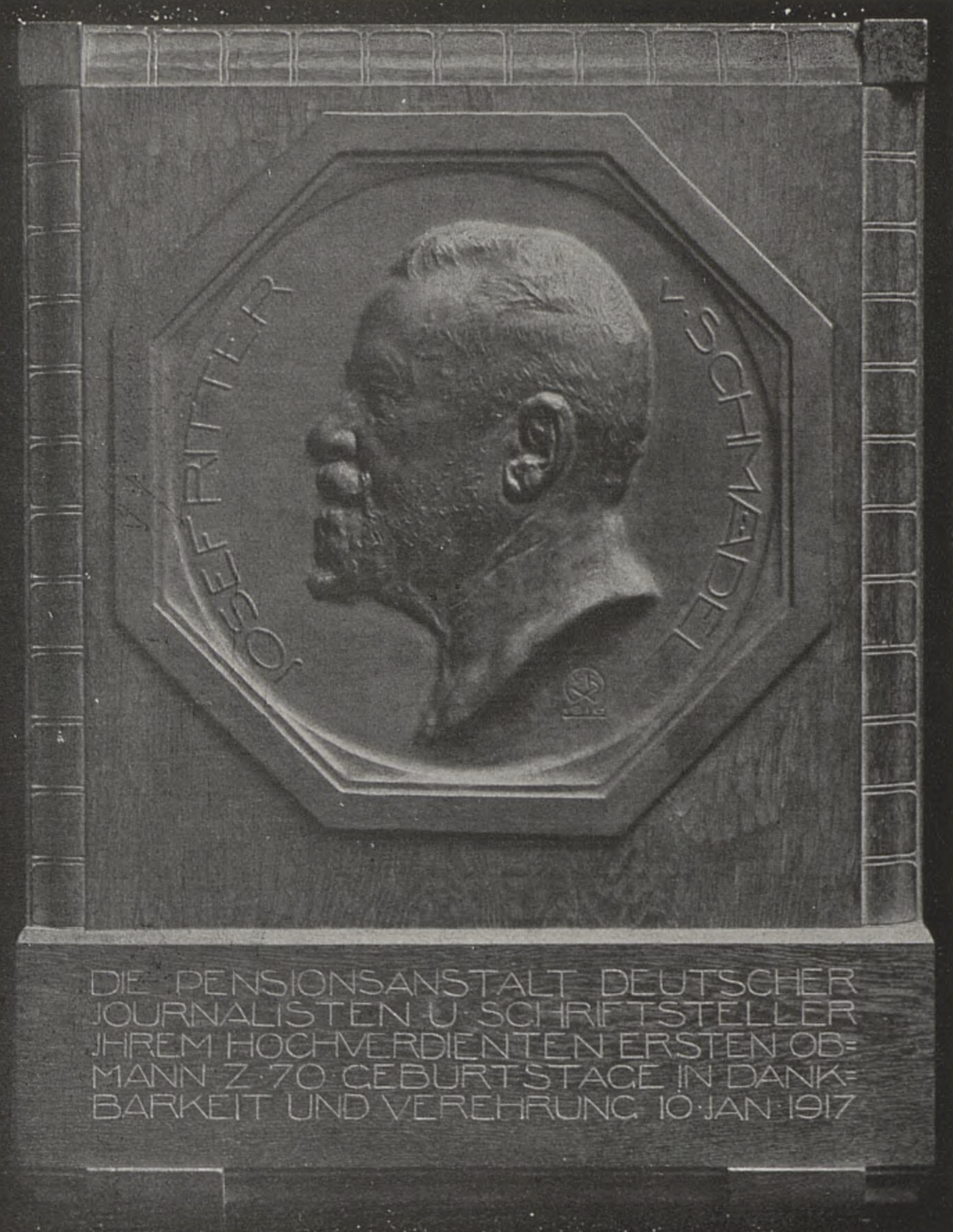

Joseph von Schmaedel (vollständiger Name: Joseph Franz Xaver Julius Ritter und Edler von Schmaedel; * 10. Januar 1847 in Regensburg; † 8. April 1923 in Garmisch) war ein deutscher Architekt, Fachschriftsteller und Unternehmer sowie Wirklicher Rat.

## Leben
Von Schmaedel studierte Architektur am Polytechnikum München und arbeitete anschließend für die Architekten Rudolf Gottgetreu und Georg von Hauberrisser. 1871 wurde er als bayerischer Offizier (Second-lieutnant) im Deutsch-Französischen Krieg verwundet und mit dem Eisernen Kreuz ausgezeichnet. Nach seiner verwundungsbedingten Verabschiedung mit Pension als Landwehr Second Lieutenant 1872 eröffnete er ein privates Atelier für Architektur und hatte Erfolg als Architekt in München. Zudem übernahm er im Bayerischen Kunstgewerbeverein die künstlerische Leitung der Ateliers. Er errichtete von 1872 bis 1875 für Major Max Reinhardt das Schloss Brannenburg sowie zahlreiche Villen in Tutzing, Kreuth und am Tegernsee.
Im Jahr 1876 war Schmaedel leitender Architekt der Abteilung „Unserer Väter Werke“ der großen deutschen Kunstgewerbe-Ausstellung in München. Zu seinem Werk zählen auch das Pini-Haus mit dem Café Imperial am Münchner Stachus (1877) und das Hotel Germania in Karlsruhe (1877). Für Major Max Reinhardt baute Joseph von Schmaedel das Schloss Brannenburg ca. 1872 bis 1875 im Stil der englischen Neugotik um. Daneben war er auch schriftstellerisch in der Fach- und Tagespresse tätig. 1906 verfasste von Schmaedel aus Anlass der Grundsteinlegung zum Deutschen Museum in München am 12. November 1906 das Allegorische Festspiel, vertont für großes Orchester von Richard Strauss.
Bedeutung erlangte er auch als Erfinder und Unternehmer: Er gründete 1883 gemeinsam mit Georg Meisenbach die Autotype Company zur Verwertung des von Meisenbach erfundenen Druckverfahrens der Autotypie – die nicht zuletzt wegen der gedruckten Wiedergabe von Architektur-Darstellungen seine Aufmerksamkeit erregt hatte. 1884 gelang Schmaedel die Konstruktion einer Liniiermaschine, mit der man „mittels eines Diamanten sehr präzise Rasterlinien in geschwärzte Spiegelglasplatten gravieren konnte“, wodurch die Qualität der Autotypien stieg. Unter seiner Leitung fusionierte das Unternehmen 1892 mit dem Berliner Unternehmen Heinrich Riffarth & Co. zu Meisenbach, Riffarth & Co., einer der jahrzehntelang bedeutendsten grafischen Kunstanstalten in Europa.

## Privat
Von Schmaedel trug den Adelstitel Ritter und Edler von und bekam eine Reihe hoher Auszeichnungen und Orden. Er war zweimal verheiratet:
- 24. Mai 1875 mit Maria (geborene Böttinger, * 24. Mai 1853; † 29. Dezember 1889)
  - Ein Sohn
- 2. Mai 1891 mit Babette (geborene Schneider, 30. September 1853; † 17. Januar 1926)

Am 8. April 1923 erlag er in Garmisch während des Urlaubes einem Schlaganfall und wurde auf dem Ortsfriedhof bestattet.